# ۱۴ آوریل
۱۴ آوریل در تقویم گرگوری، یکصد و چهارمین (در سال‌های کبیسه یکصد و پنجمین) روز سال است. ۲۶۱ روز تا پایان سال باقی است.

## رویدادها
- ۱۹۱۲ - کشتی مسافربری آرام‌اس تایتانیک که در نخستین سفر خود از شهر ساوت‌همپتون انگلستان راهی بندر نیویورک در ایالات متحده بود، بیست دقیقه مانده به نیمه شب در اقیانوس اطلس شمالی با یک کوه یخبرخورد کرد که نهایتاً منجر به غرق شدن کشتی و مرگ بیش از ۱۵۰۰ تن از ۲۲۰۰ سرنشین آن شد.
- ۱۹۲۸ - با فرود هواپیمای یونکرس و۳۳ که از شهر برمن آلمان برخواسته بود، در جزیره گرینلی کانادا نخستین پرواز بدون توقف یک هواگرد از شرق اقیانوس اطلس به غرب آن با موفقیت صورت گرفت.
- ۲۰۱۴ - آدم‌ربایی دانش‌آموزان دختر چیبوک: دویست و هفتاد و شش دختر دبیرستانی از مدرسه ای در ایالت بورنو نیجریه توسط شبه‌نظامیان بوکو حرام ربوده شدند.
- ۱۹۸۸ - اعلام خروج ارتش سرخ شوروی از افغانستان با امضای موافقت‌نامه ژنو در مورد پایان مداخلهٔ نظامی شوروی در این کشور.
- ۴۲۸ ق.ه. - آغاز امپراتوری لوسیوس سپتیموس سوروس در روم در پی مرگ کومودوس که ۱۸ سال طول کشید.[نیازمند منبع]
- ۱۲۲۸ - مجلس مجارستان استقلال این کشور را در برابر اتریش اعلام کرد.[نیازمند منبع]
- ۱۲۶۹ - تشکیل اتحادیهٔ پان‌امریکن، به ابتکار بنجامین هاریسون، بیست و سومین رئیس‌جمهور آمریکا.[نیازمند منبع]
- ۱۲۸۸ - تأسیس شرکت نفت ایران و انگلیس. تأسیس شرکت کمتر از یک سال پس از آن که شرکت دارسی انگلیسی موفق به کشف نفت در مسجد سلیمان گردید، به وقوع پیوست.
- ۱۲۹۸ - آغاز مبارزهٔ منفی مهاتما گاندی، در پی مراجعت او از آفریقای جنوبی به هندوستان.[نیازمند منبع] -->
- ۱۳۰۷ - خط کشتیرانی در دریای خزر میان بنادر ایران و شوروی آغاز به کار کرد.
- ۱۳۳۶ - کودتای نظامیان اردنی هوادار حکومت مصر بر ضد ملک حسین، شاه این کشور شکست خورد.
- ۱۳۶۵ - پیروزی حزب امت، به رهبری صادق المهدی در انتخابات سودان، یک سال پس از کودتای نظامی ژنرال سوار الذهب بر ضد جعفر نمیری.
- ۱۳۶۷ - برخورد ناو سامویل بی. رابرتز با مین دریایی ایرانی.
- ۱۳۸۱ - بازگشت هوگو چاوز، رئیس‌جمهور ونزوئلا به قدرت در پی کودتایی که دو روز قبل باعث برکناری وی شده بود.

## زادروزها
- ۲۱۶ - مانی، پیامبر ایرانی در دوره ساسانیان
- ۱۹۰۶ - فیصل بن عبدالعزیز آل سعود، بنیان‌گذار پادشاهی عربستان سعودی، و سومین پادشاه این کشور از خاندان آل سعود
- ۱۹۳۵ - اریش فون دنیکن، نویسنده و باستان‌شناس اهل سوئیس
- ۱۹۳۷ - دعد حداد، شاعر و نمایش‌نامه‌نویس سوری.[۱]
- ۱۹۴۵ - ریچی بلکمور، نوازنده گیتار، آهنگساز، موسیقیدان و پایه‌گذار گروه‌هایی چون دیپ پرپل و رینبو اهل انگلستان

## مرگ‌ها
- ۱۸۹۳ - ولادیمیر مایاکوفسکی شاعر درام‌نویس و فوتوریست (آینده‌گرای) انقلابی روسی (خودکشی با شلیک گلوله به سر)
- ۶۴ - مروان پسر حکم، چهارمین خلیفهٔ اموی
- ۱۲۴۴ - آبراهام لینکلن، شانزدهمین رئیس‌جمهور آمریکا
- ۱۳۶۵ - سیمون دو بوار، نویسنده فرانسوی